# Stéphane Courteau
Stéphane Courteau (geb. vor 1992) ist ein US-amerikanischer Astronom und Professor an der Queen’s University im Department of Physics, Engineering Physics & Astronomy.
Er promovierte im Jahr 1992 an der University of California am Lick Observatory zu dem Thema Tully-Fisher Distances and Galaxy Motions in the Northern Sky. Im Jahr 1999 folgte einem Ruf als Assistant Professor der University of British Columbia, 2004 der Queen’s University, wo er 2005 eine Stelle als Associate Professor annahm, seit 2012 als Professor.